# Kygri-Bjórn Hjaltason
Kygri-Bjórn Hjaltason (m. 1238) fue un sacerdote y erudito de Islandia. Hay constancia que estuvo trabajando al servicio de los dos grandes centros espirituales islandeses, Hólar y Skálholt.
Fue candidato a ser obispo de Hólar pues como amigo y aliado del poderoso Sigvatr Sturluson, goði de Eyjafjörður, recibió el apoyo de los grandes caudillos del norte en 1236. Según konungsannáll, aunque Kygri-Bjórn obtuvo el apoyo local, no recibió la bendición apostólica al no cumplir los requisitos para el cargo; por un lado su candidatura no fue aprobada por el arzobispado noruego o el Papa, y por otro lado parece ser que como hijo ilegítimo tampoco podía optar a ello.
Se le atribuye la autoría de la Maríu saga (saga de María). Participó en el IV Concilio de Letrán en 1215.